# Předení
Předení je činnost sloužící ke zhotovení příze jako uceleného útvaru z jednotlivých textilních vláken s omezenou délkou. Jako výrobní činnost znamená předení
- buďto urovnání a zakroucení vrstvy vláken (dopřádání)[2]
- nebo celý proces výroby příze včetně přípravy materiálu k vlastnímu předení (předpřádání)[3]

## Použití výrazu předení
- V jiných jazycích (např. v angličtině (spinning), němčině (Spinnen), portugalštině (fiação)) se pod pojem předení zahrnuje také (české) zvlákňování tj. tvorba vláken s neomezenou délkou z tekuté hmoty.[4]

- Výrazem předení se označuje v češtině i v jiných jazycích také řada lidských a zvířecích činností, jako vrnění koček,[5] německým Spinnen: např. blouznění, podivné chování, anglickým Spinning: aerobní cvičení aj

Následující článek se zabývá pouze předením příze.

## Z historie předení
- Nejstarší doklady o předení pocházejí z období před 20 000 lety.[6] Podle nálezů z roku 2009 u gruzínské obce Dzudzuana však měly být vyrobeny první lněné příze už asi 32 000 let před n. l.[7]
- Ze starší doby kamenné pochází nejstarší nástroje k předení – vřeteno s přeslenem[8]
- Ve druhé polovině 1. tisíciletí byl pravděpodobně v Indii vynalezen kolovrat[9]
- Výrobní postup např. v bavlnářské manufaktuře v 18. století sestával z: tlučení smotků vláken (potěrání) - škrabání smotků dvěma hřebeny (mykání) -  kladení chomáčků z mykaných vláken přes sebe a zaoblování do tvaru pramene (na "švýcarské vráně") - (případně: výroba přástu na kolovratu) - dopřádání na kolovratu nebo na spinning jenny.[10]
- Za první stroj na výrobu příze je považován waterframe z roku 1769, se kterým začalo v roce 1771 předení průmyslovým způsobem. Koncem 18. století byly vynalezeny pro předpřádání mykací a protahovací stroje.

- Ve 30. letech 19. století byly uvedeny do provozu první selfaktory a prstencové dopřádací stroje. Na začátku 21. století jsou prstencové stroje nejpoužívanější zařízení k dopřádání, na selfaktorech se vyrábí jen nepatrné množství příze.

- Ve 20. století byly vynalezeny technologie předení, z nichž se prakticky používá i v 21. století např. rotorové, frikční, tryskové. Jiné vynálezy se uplatnily jen přechodně nebo se využívají jen v nepatrném rozsahu, jako např. předení samoskaných přízí, nebo odstředivé předení, systém Bobtex, Pavena, Rotofil aj.[11]

- V 19. století vznikly v některých státech s rozvinutým textilním průmyslem 2-4leté odborné školy, od začátku 20. století také se studijním oborem technologie předení[12] a později učební obor přadlák/přadlena.[13]

## Předení na začátku 21. století

### Druhy a tvary materiálů vhodných k předení (staplová vlákna)
Na začátku 2. dekády 21. století se ve světě předením zpracovávalo asi 55 % z roční spotřeby cca 90 milionů tun textilních vláken.
Ke zpracování předením se hodí zejména:
Přírodní textilní vlákna o délce cca 15–200 mm, umělá textilní vlákna ve formě stříže a kabelu na konvertorování, výčesky a vlákna z recyklovaných textilií.
Ke spřádání se dají použít téměř všechny polymerní materiály, skleněná textilní vlákna se dají spřádat jen na frikčních nebo odstředivých strojích, kovová vlákna se zpracovávají jen jako příměs v nepatrném množství u určitých speciálních přízí.
Pro keramická textilní vlákna, nanovlákna a whiskery není dosud známý žádný způsob zpracování na staplovou přízi.

### Způsoby předení
Rozsah použití různých způsobů předení ve 2. dekádě 21. století:
| Způsob dopřádání    | Hlavní nástroje                                        | První použití             | Roční výroba v t×106 | Zvláštní znaky                                                                                 |
| prstencové          | válečkový průtah, vřeteno a prstenec s běžcem          | cca 1830                  | cca 30               | varianty: kompaktní, efektní příze, vigoň, opřádání aj                                         |
| rotorové            | rozvolňovací váleček, rotor                            | 1964                      | cca 15               | vhodné pro vlákna do 60 mm a příze nad 20 tex                                                  |
| křídlové            | váleč, průtah , vřeteno s křídlem                      | 1769                      | cca 2                | pouze pro jutu a část lněných vláken                                                           |
| tryskové            | váleč. průtah, 2 trysky, proud stlačeného vzduchu      | 1980                      | cca 1                | vhodné pro příze 10-40 tex, nižší pevnost příze                                                |
| frikční             | rozvolň. válec, 2 perforované bubínky, proud vzduchu   | 1977                      | cca 0,4              | vlákna z recyklovaných textilií možná, příze nad 10 tex                                        |
| kolovrat            | lidské prsty, vřeteno s křídlem, pohon šlapáním pedálu | 2. polovina 1. tisíciletí | cca 0,6              | komerční výroba jen z kokosových vláken a z "exotických" vln: např. pašmína, šáhtúš, jačí vlna |
| ruční předeno-skaní | lidské prsty, viják na přadena                         | ?                         | cca 0,3              | komerční výroba jen z kokosových vláken                                                        |

Předení je organizované téměř výhradně jako diskontinuální proces, který probíhá 3 až cca 10 pasážemi strojů umístěných ve výrobním provozu přádelny.
K procesu předení patří u každého z uvedených způsobů dopřádání specifická technologie přípravy materiálu (příp. v několika variantách), která sestává např. z rozvolňování, vochlování, potěrání, mykání, posukování, česání, přástování apod.

## Galerie předení

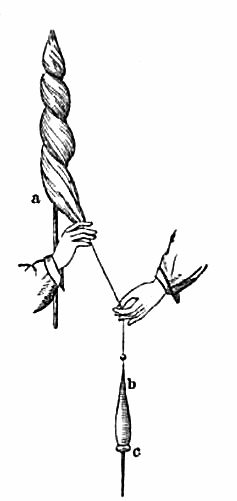
Schéma ručního předení
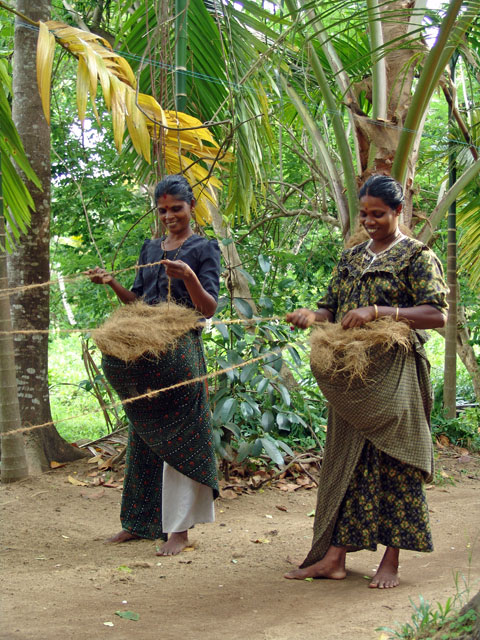
Ruční předeno-skaní kokosové příze (Indie 2005)
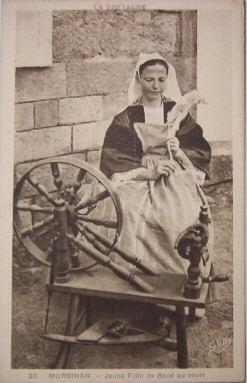
Předení na kolovrátku (asi v roce 1910)
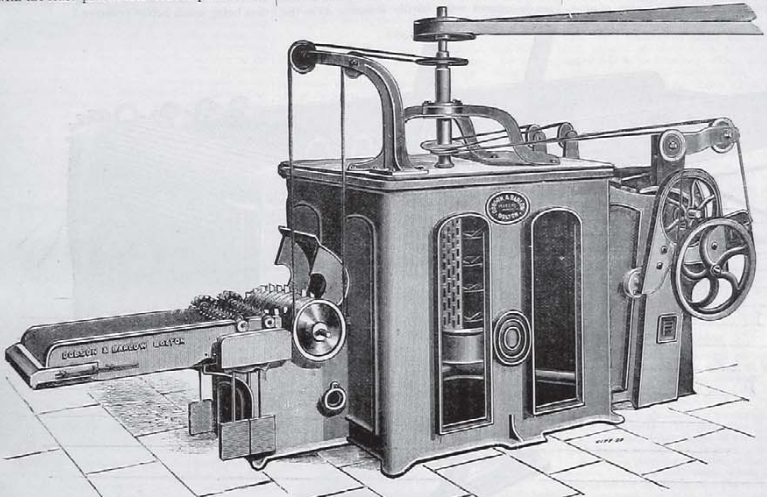
Svislé čechradlo na rozvolňování bavlny (Anglie 1890)
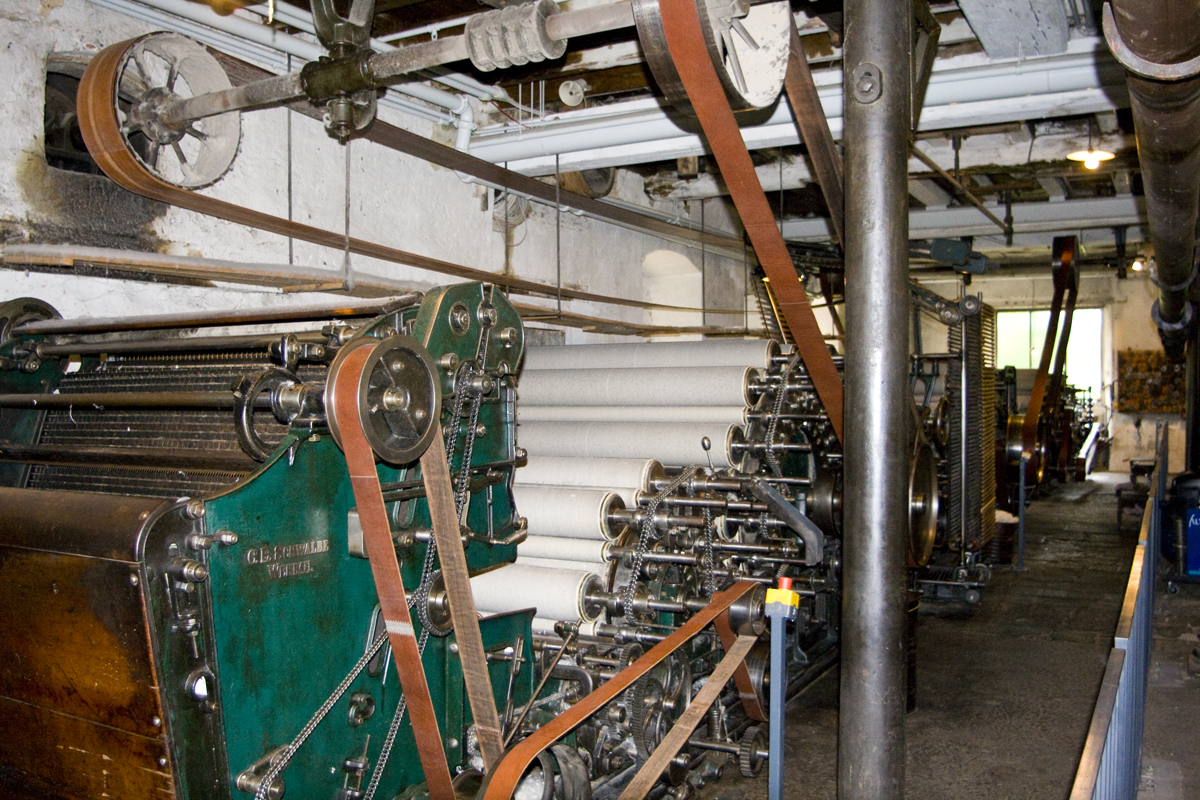
Třístrojový agregát na mykání vlny (asi z poloviny 20. století)
Obsluha česacího stroje na bavlnu (USA 1941)
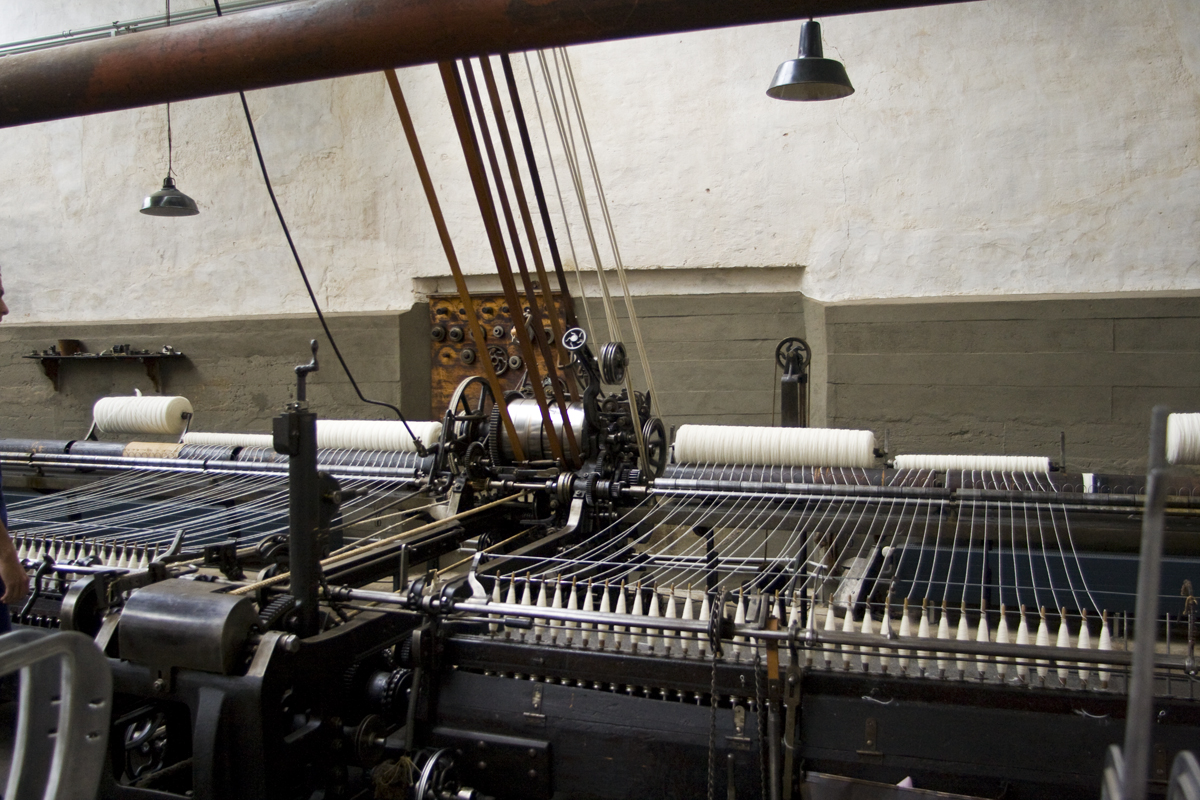
Předení vlny na muzeálním selfaktoru (Německo 2008)
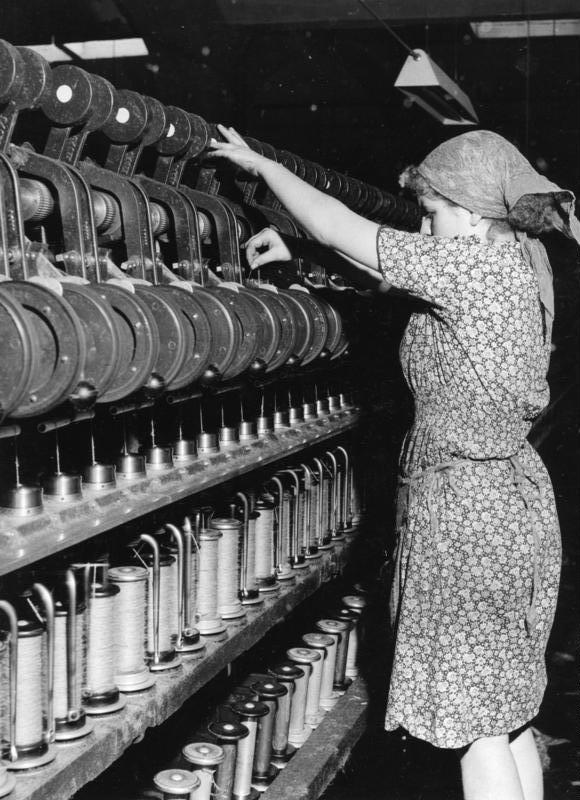
Křídlový dopřádací stroj na jutu (NDR 1953)
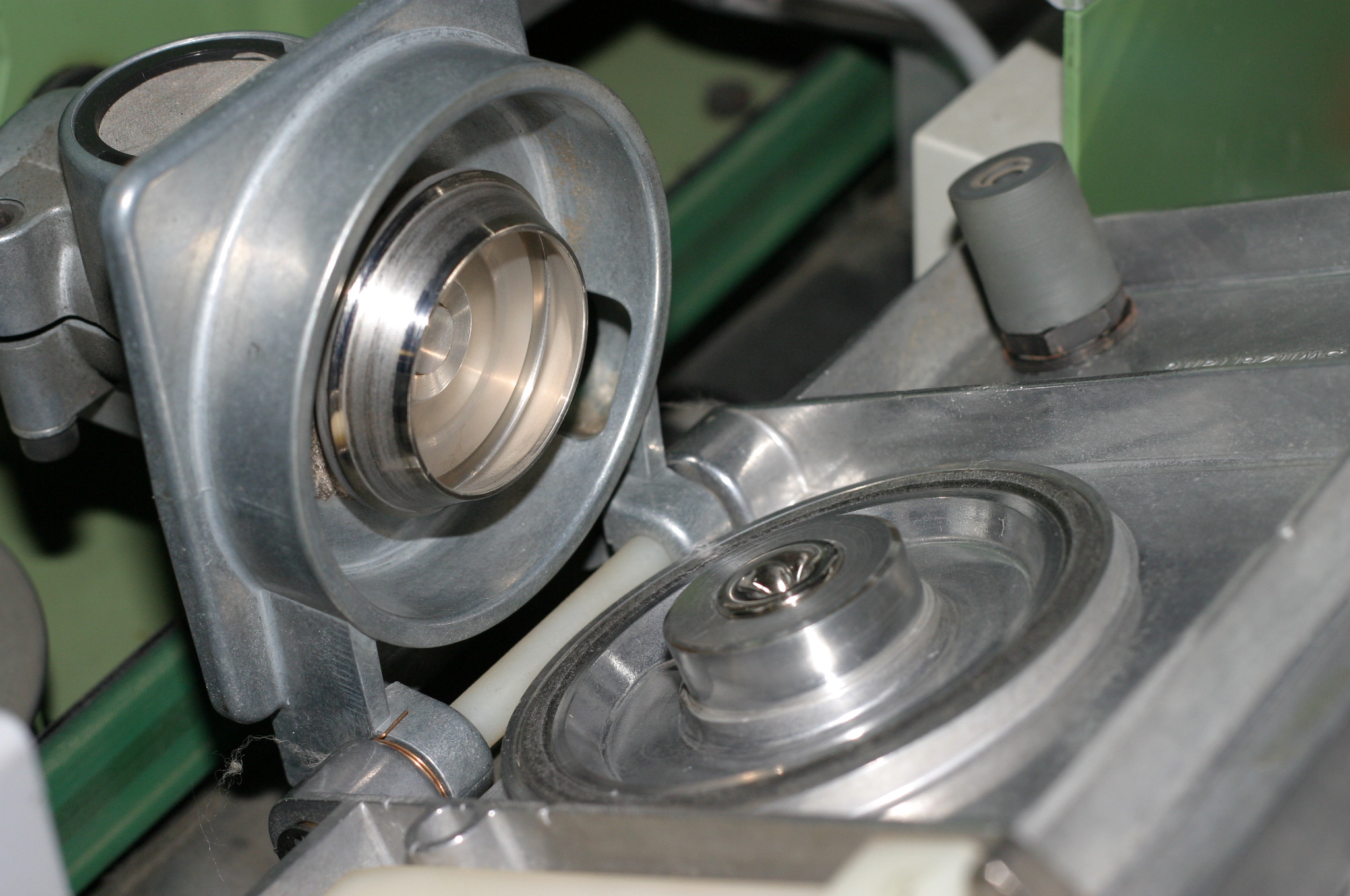
Spřádací jednotka rotorového dopřádacího stroje (cca 1980)
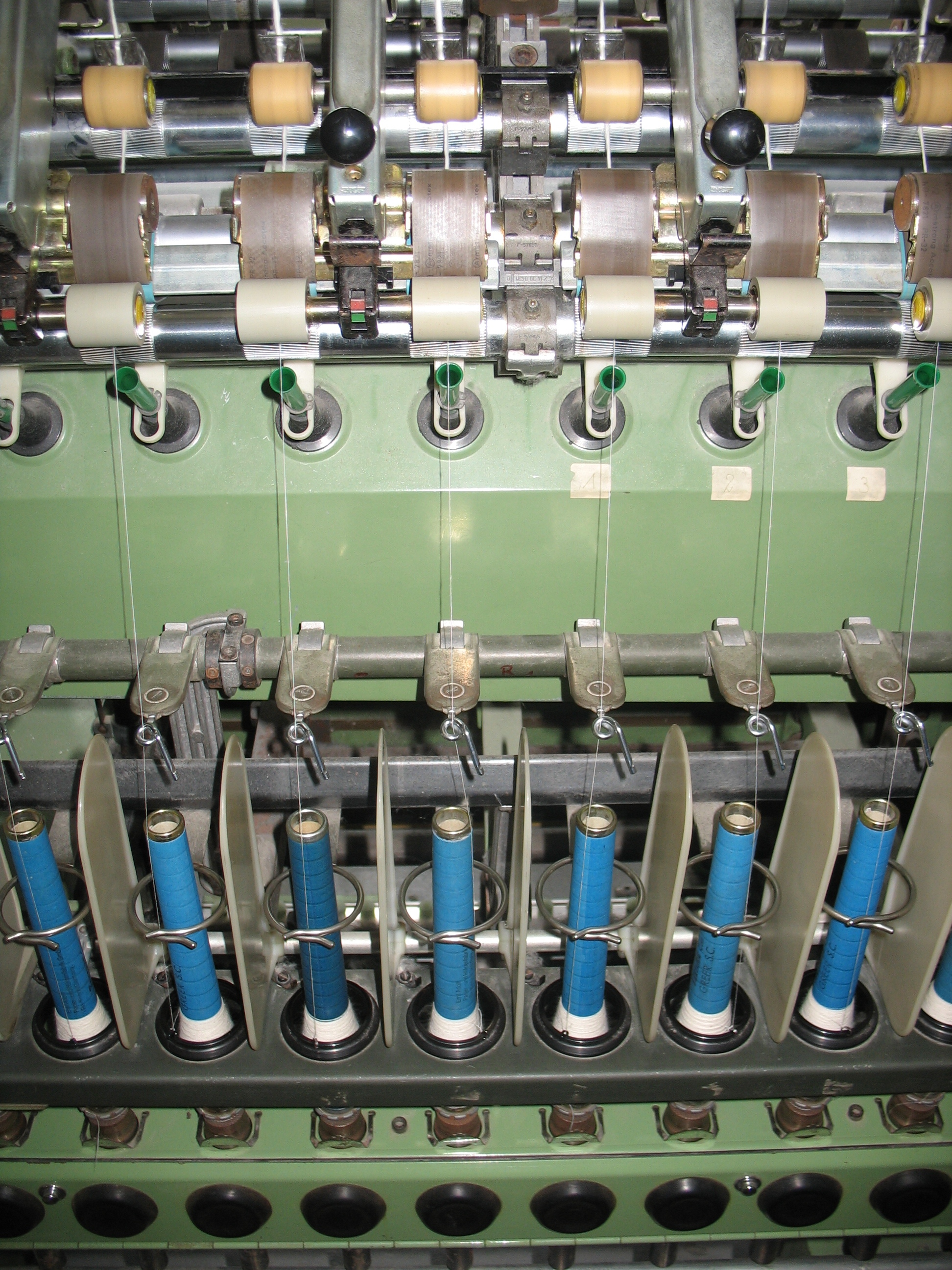
Hlavní části prstencového dopřádacího stroje(1989)
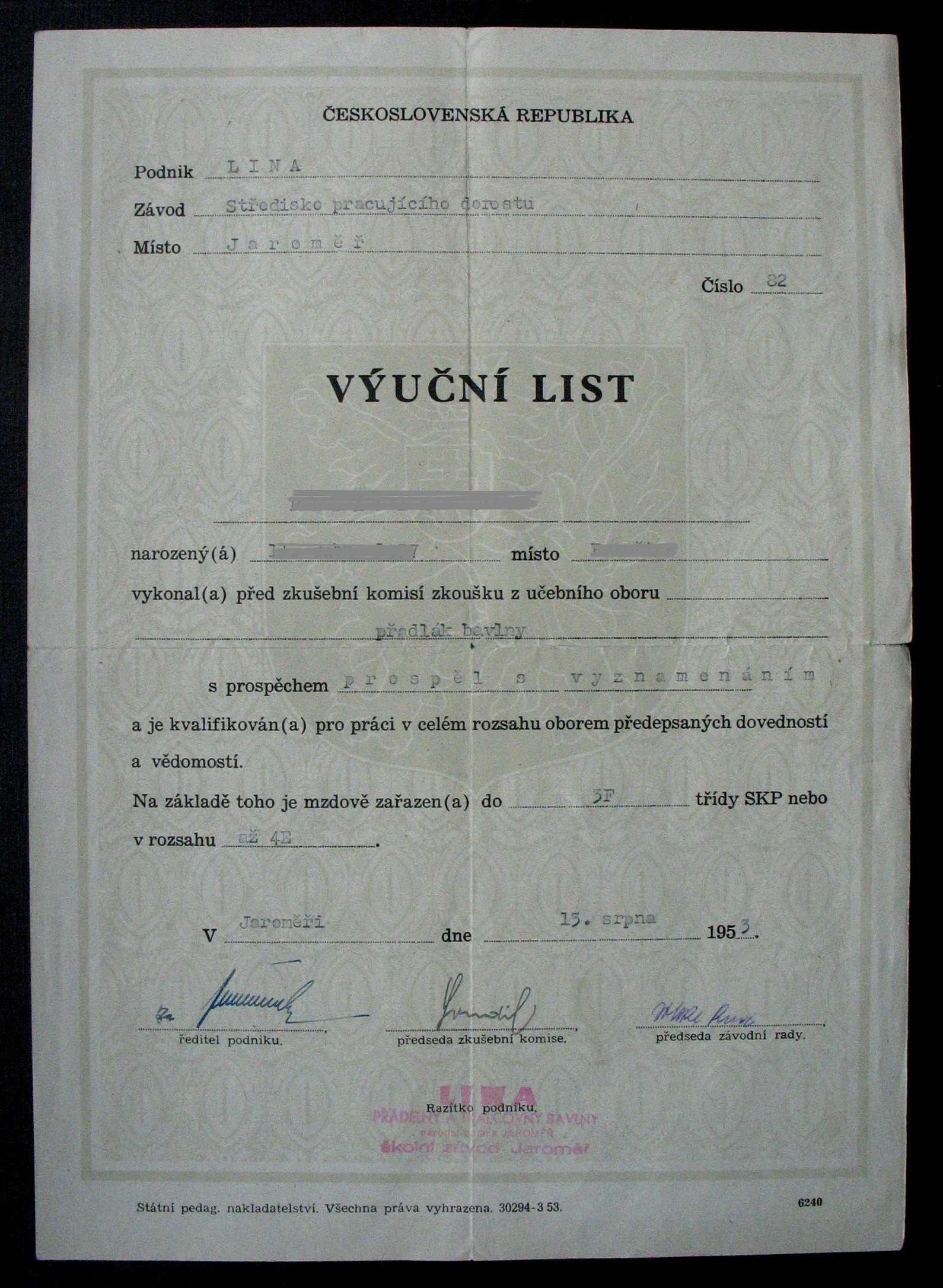
Výuční list z oboru přadlák bavlny (1953)
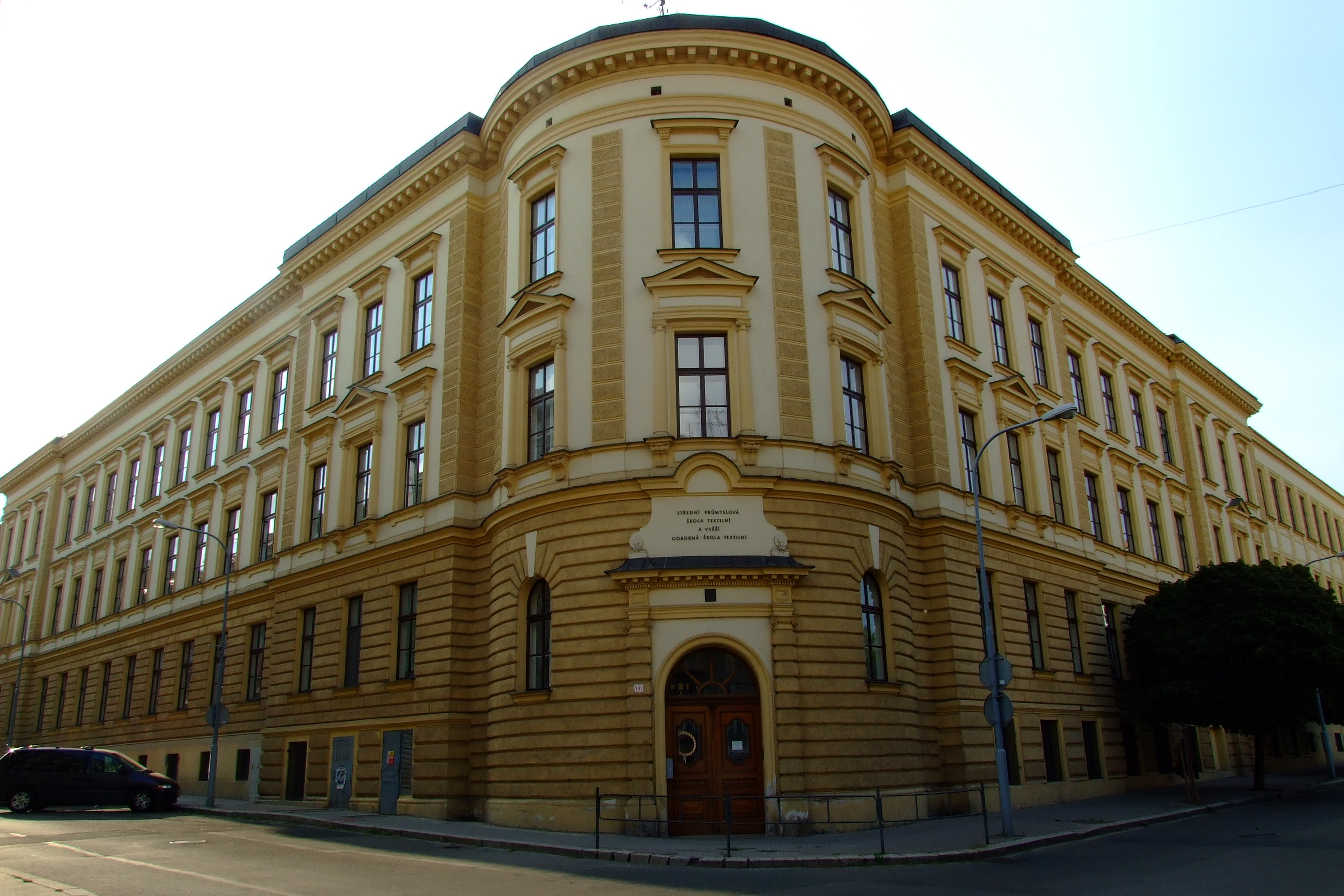
Průmyslová škola textilní v Brně